# باب برادن
باب برادن (به انگلیسی: Bob Braden) (۲۸ ژانویه ۱۹۳۴ - ۱۵ آوریل ۲۰۱۸ ) دانشمند رایانه آمریکایی بود که در توسعه اینترنت نقش داشت. علایق تحقیقاتی او شامل اصل انتها به انتهای پروتکل‌های شبکه ، به ویژه در لایه‌های انتقال و شبکه بود.

## حرفه
برادن در سال ۱۹۵۷ مدرک کارشناسی فیزیک مهندسی از دانشگاه کرنل و کارشناسی ارشد فیزیک را از دانشگاه استنفورد در سال ۱۹۶۲ دریافت کرد. پس از فارغ‌التحصیلی، در دانشگاه استنفورد و دانشگاه کارنگی ملون مشغول به کار شد. او دوره‌های برنامه‌نویسی و سیستم عامل را در استنفورد، کارنگی ملون، و همچنین دانشگاه کالیفرنیا (لس آنجلس) تدریس کرد.
او به مدت ۱۸ سال در دانشگاه دانشگاه کالیفرنیا (لس آنجلس) باقی ماند که ۱۶ سال آن در مرکز محاسبات دانشگاه بود. او ۱۹۸۱-۱۹۸۲ را در بخش علوم رایانهدانشگاه کالج لندن گذراند. زمانی که آنجا بود، اولین سیستم رله‌ای را نوشت که اینترنت را با شبکه دانشگاهی اکس ۲۵ انگلستان متصل می‌کرد.
او در سال ۱۹۸۶ به گروه تحقیقاتی شبکه در مؤسسه علوم اطلاعات (ISI) پیوست و رهبر پروژه در بخش شبکه‌های رایانه‌ای بود. او در سال ۲۰۰۱ به عنوان عضو ISI انتخاب شد.
زمانی که برادن در دانشگاه کالیفرنیا (لس آنجلس) تدریس می‌کرد، مسئول اتصال ابررایانه IBM 360/91 به آرپانت بود که از سال ۱۹۷۰ شروع شد. او در گروه کاری شبکه آرپانت فعال بود و به طور خاص در طراحی پروتکل انتقال فایل مشارکت داشت.